# Keeper Girls
Keeper Girls（キーパーガールズ）は、主に大阪府池田市を活動拠点とする女性アイドルグループ。池田市立五月山動物園の専属であり、「五月山動物園応援アイドルユニット」と銘打たれていた。2020年4月2日に、「五月山動物園公式PRアイドル」という立場と池田市との業務提携の解消を報告し、以降はフリーで活動することが発表された。

## 略歴
2015年
- 7月7日、プロジェクト発表の記者会見が行われる[3]。なお、7月5日時点で五月山動物園Webサイトではプロジェクトが発表されていた[4]。

- 7月15日、五月山動物園にて5000個限定の選考オーディション投票権付どうぶつのおやつ(200円)が販売開始される[5]。

- 8月22日、池田市民文化会館にて最終選考が実施される。なお、選考は第一次(書類)・第二次(技能)・最終選考と過程を経たが、第一次選考への応募者数は13名であった[6]。

- 8月24日、「いけだフェスティバル」にて、市民にお披露目される。

- 9月20日、阪急梅田駅1階中央WEST広場において開催された「いけだDAY」にて、トークイベントを実施する。「ウォンバットのうた」に合わせたダンスも披露した。

- 10月17日、池田市五月山体育館において行われたプロバスケットボールbjリーグ・大阪エヴェッサ公式戦(対島根スサノオマジック)ハーフタイムショーにて、初のオリジナル曲「VIVA! スマイル！」を初披露した(衣装も新しいものが使用された)。また、「ウォンバットのうた」も披露している。[7][8]

- 12月23日、池田駅前てるてる広場において、イベント「CD発売記念！Keeper Girlsと過ごす世界一ハートのあるXmas」を実施した。オリジナル曲「めっちゃチキチキ大冒険」を初披露した(衣装も新しいものが使用された)。

2016年
- 2月25日、池田市から池田市観光大使の委嘱を受ける。同市の観光大使の第1号である[9]。

- 池田市は、ウォンバットの受け入れについて、オーストラリア側との協議により施設改修が必要になったこと、またそのための財源として国の地方創生関連の交付金が認められなかったことから、改修費約2300万円のうち1000万円を目標に寄附金を募ることにする(残り1300万円は、池田市が予算化)。

11月30日より、池田市は上記を一般に公表し、ふるさと納税（寄付金の使いみち「ウォンバットの受入れと五月山動物園の整備」）を、以前にも増して募るようになる。
12月1日、瀬島 幸三 Keeper Girlsマネージャー(五月山動物園副園長)のツイートを皮切りに、以降Keeper Girlsもイベント・インターネット上にて呼びかけを行う。なお、目標額1000万円は、Keeper Girlsが、結成当初より目標としていたウォンバットの輸送のための500万円とは、別途である。
2017年
- 1月5日、午後、池田市長に新年の挨拶。

翌1月6日、池田市長は、池田市公式Webサイト内の日記「池田市長 倉田薫のとびある記」において、2016年年末の締めで、ウォンバットのために寄せられた寄附金総額は1528万円であり、Keeper Girlsの目標額と施設改修のための寄附目標額の合計を達成したことを明らかにし、2017年秋のウォンバットの受け入れを表明した。
なお、2017年3月末までの寄附金総額は17,885,198円であり、その内、3,872,993円は、2016年11月30日以前より、五月山動物園およびKeeper Girlsを中心にウォンバットの受け入れるための活動により集まった寄附である。
- 9月15日、Keeper Girlsと瀬島 幸三 五月山動物園副園長は、クラウド・ファンディング『壊れてしまった池田市五月山動物園「ウォンバットてれび」を復活させたい。』の呼びかけを開始する[14]。「ウォンバットてれび」は、閲覧者が操作可能なウォンバット舎の内外に取り付けられたWebカメラである。目標額は、200万円。

10月3日、200万円の目標を達成した。
新たな「ウォンバットてれび」は、10月22日から運用が開始された。
- 10月4日、ウォンバット3頭(後に、コウ・ユキ・マルと愛称が付けられる)が関西国際空港に到着する。

Keeper Girlsは、関西国際空港に、ウォンバット3頭とともに来日したトロワナ野生動物園(Trowunna Wildlife Park)(オーストラリア タスマニア州 Mole Creek)のアンドルー・ケリー園長(Androo Kelly)を出迎え、池田まで同行する。
- 10月6日、新曲「ユメツカメ」を、池田市の姉妹都市 ローンセストン市(オーストラリア タスマニア州)訪問団歓迎レセプションにおいて披露する[19]。

なお、ウォンバット3頭は、池田市・ローンセストン市の姉妹都市50周年記念の動物親善大使である。
- 11月1日、新曲「ユメツカメ」のiTunesでの配信が開始される。

- 11月4日、大阪市立大学の銀杏祭にて、新曲「ユメツカメ」が初めて一般に披露される。

当初、10月22日に五月山公園芝生広場にて開催される五月山動物園60周年記念事業「ウォンバットにあいにきて(ハート印)」において披露される予定であったが、台風21号接近により中止になった。その後、10月29日に石橋駅前公園にて開催される「第29回 池田市商業祭」において披露される予定であったが、台風22号接近により中止になった。10月28日、10月29日に市立池田小学校にて行われる「サイクル＆エコカーニバル」において披露される予定に変更された。しかし、同じく台風22号接近により中止になっていた。
2018年
- 5月25日、GANZ toi,toi,toiにて開催された「KeeperGirls 定期LIVE Vol.1」において、新曲「ワンダフルデイズ」が披露される[21]。

- 9月28日、翌9月29日に五月山公園ステージ広場にて予定されていた2ndメンバーオーディション(応募締切: 2018年9月21日)最終選考について、該当者がいなかったため中止が発表される[22]。なお、同オーディションは、合格者がいた場合、合格者は同年11月10日の池田市「ウォンバットフェスタ」にてお披露目される予定であった。

- 11月3日、メンバー白石 あづ（あづにゃん）の卒業が発表される[23]。

- 12月21日～23日、メンバー木村 琴音（ことちゃん）が、 OVAL THEATER（大阪市阿倍野区）にてガールズ劇場「ステラ劇場」舞台「10LDK」（脚本：泊 誠也、演出：古川 真也、制作：株式会社ArtRise、dysmic Entertainment）に出演する[24]。

- 12月29日、神戸Harbor Studioにて催された「MUSIC SHOWER 2018」において、新曲「五月山のウォンバット」が披露される[25]。

2019年
- 5月16日～19日、メンバー木村 琴音（ことちゃん）が、 OVAL THEATER（大阪市阿倍野区）にてガールズ劇場「ステラ劇場」舞台「心のノート」（脚本：皐月 彩、演出：古川 真也、制作：株式会社ArtRise、dysmic Entertainment）に出演する[26]。

- 6月22日、北海道釧路市にて開催された「釧路フィッシャーマンズワーフMOO＆EGG オープン30周年協賛 『ふじすてフェスタ in 釧路』」に出演(MC秋葉令奈・格清政典)。翌23日、釧路市動物園にて開催された「ふじすてフェスタ in 釧路 番外編」に出演し、秋葉令奈・赤星栄里(「TEN6」メンバー)・ゆりんキー（釧路を拠点にするアイドル）とともに新曲「レッサーパンダに会いたいんだ」を初披露した。同イベントは、Keeper Girlsの全国の動物園を回る活動の第1号である。Keeper Girlsマネージャーで五月山動物園園長（2018年7月1日付で副園長から園長に就任[27]）の瀬島幸三園長と釧路市動物園の古賀公也園長も出演した。[28]

- 9月8日、木村琴音（ことちゃん）卒業。それに伴い池田市観光大使解任[要出典]。

2020年
- 4月2日、公式ブログにて、「五月山動物園公式PRアイドル」という立場と池田市との業務提携の解消を報告し、以降はフリーで活動することが発表された[29]。

## メンバー
- ■はまだ まりな（愛称：まりぃな、4月19日－） - メンバーカラーはブルー。

### 元メンバー
- ■白石 あづ（しらいし・あづ、愛称：あづにゃん、4月20日－） - メンバーカラーはピンク。2018年11月3日に卒業。

- ■木村 琴音（きむら・ことね、愛称：ことちゃん、4月27日－） - メンバーカラーはイエロー。2019年9月8日に卒業。

## 作品

### シングル
- ウォンバットのうた（2015年12月23日）[30]
  1. ウォンバットのうた
    - 作詞・作曲：高野充彦、編曲：浜崎州平
    - ウォンバットのテーマソング

  2. VIVA! スマイル！
    - 作詞・作曲：ツキダタダシ、編曲：浜崎州平
    - Keeper Girls のテーマソング

  3. めっちゃチキチキ大冒険
    - 作詞・作曲・編曲：和田耕平
    - 大阪池田チキチキ探検隊テーマソング

- 五月山のウォンバット（2019年1月31日）[31][32]
  1. ワンダフルデイズ～Winter Ver.～
  2. 五月山のウォンバット
  3. ユメツカメ

それぞれのカラオケバージョンを含む。

## 経緯
- 2014年11月、作曲家、高野充彦氏が自ら作詞・作曲した「ウォンバットのうた」を池田市に提供したのをきっかけに、五月山動物園の瀬島幸三副園長を中心に企画された[33]。

- 活動目的は、五月山動物園のPR、及び活動の収益によってメスのウォンバットをオーストラリアから購入し、同園にいるオスのウォンバットの「フク」のパートナーを得て、繁殖につなげることである。このため、本アイドルプロジェクトは「ウォンバット・ドリーム・プロジェクトVol.2」と銘打たれている。なお、「Vol.1」にあたる「ウォンバット・ドリーム・プロジェクト」は、日本で初めて生まれたウォンバットの「サツキ」の死後、公開で全身骨格標本をつくり、未来へ残すプロジェクトであった[34]。

### ブログ
- Keeper Girls 公式ブログ - ウェイバックマシン（2015年9月25日アーカイブ分） - Ameba Blog

### Twitter
- 公式 (@keepergirls) - X（旧Twitter）（2015/ 9/17開始）
- あづにゃん (@kipaga_aduadu) - X（旧Twitter）（2015/ 9/18開始）
- ことちゃん (@kipagakoto) - X（旧Twitter）（2015/ 9/17開始）
- まりぃな (@maleenaoukoku) - X（旧Twitter）（2020～）、まりぃな (@MARINAkipaga) - X（旧Twitter）（2017/ 2/20～）、まりぃな (@kipagaMARINA) - X（旧Twitter）（2015/ 9/17～2017/ 2）

### Instagram
- Keeper Girls (@keepergirls) - Instagram